# Alexander Campbell King

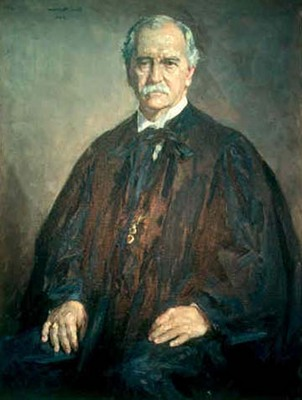
Alexander Campbell King (Gemälde von 1922)

Alexander Campbell King (* 7. Dezember 1856 in Charleston, South Carolina; † 25. Juli 1926 in Flat Rock, North Carolina) war ein US-amerikanischer Jurist und United States Solicitor General.

## Biografie
Nach seiner Zulassung als Rechtsanwalt im Bundesstaat South Carolina war er zunächst als Anwalt tätig, ehe er in der Folgezeit Rechtsberater mehrerer Eisenbahnunternehmen war. Zunächst fungierte er von 1887 bis 1889 als Chefberater der East & West Railroad of Alabama sowie zugleich zwischen 1887 und 1893 als Assistent des Chefberaters der Atlanta & West Point Railroad. Daneben war von 1890 bis 1892 auch Assistent des Chefberaters der Richmond & Danville Railroad. Zuletzt war er zwischen 1894 und 1901 Chefberater der Chattanooga, Rome & Columbus Railroad und danach wieder als Rechtsanwalt tätig.
Im November 1918 wurde Alexander Campbell King von US-Präsident Woodrow Wilson zum Solicitor General ernannt und nahm als solcher bis Mai 1920 den dritten Rang im Justizministerium der Vereinigten Staaten ein. 1920 erfolgte seine Berufung zum Richter am 5. US Court of Appeals; er gehörte diesem Bundesberufungsgericht mit Sitz in New Orleans bis 1924 an.
Zuletzt war er von 1925 bis zu seinem Tod Partner von King & Spalding, einer Anwaltskanzlei mit heute 200 Rechtsanwälten und Sitz in Atlanta.